# Andreäische Buchhandlung
Die Andreäische Buchhandlung (auch Andreäischer Verlag) mit Sitz in Frankfurt am Main wurde um 1680 gegründet.
Der Verlagsdrucker und Buchhändler Johann Philipp Andreae und dessen Ehefrau Catharina, geborene von der Lahr (1661/62–1717) waren die Gründer der Andreäischen Buchhandlung. Der Sohn Andreae, Johann Benjamin, genannt der Ältere (6. August 1705 – 8. April 1778) war ebenfalls Drucker und Verleger. Er führte das Verlagshaus und die Buchhandlung weiter.
Sein jüngstes Kind, Johann Benjamin Andrae (1705–1778), erlebte als einziger Sohn den Tod seines Vaters und übernahm mit Unterstützung des Buchhändlers Paul Henrich Hort († 1733) die Firmengeschäfte unter dem Namen „Andreae & Hort“, die ca. 200 Titel veröffentlichte, vornehmlich zu Rechtswissenschaften und Theologie, und auch Zeitungen verlegte und herausgab. Dieser Name wurde bis 1747 geführt.
1764 übergab Andrae das Unternehmen an seine Söhne Johann Benjamin Andrae d. J. (1735–1793) und Johann Jacob Andrae (1741–1819).

## Veröffentlichungen (Auswahl)
- Johann David Michaelis: Raisonnement über die protestantischen Universitäten in Deutschland. Vier Bände. 1768–1776[2]
- Philipp Gottlieb Seeger: Die Götter der alten Griechen und Römer. 
  - Erster Theil. 1777 (slub-dresden.de).
  - Zweyter Theil. 1778 (slub-dresden.de).
- Johann Balthasar Kölbele: Die Begebenheiten der Philippine Damien von ihr selbst beschrieben. 1769 (uni-goettingen.de).
- Adolph Knigge: Geschichte Peter Clausens von dem Verfasser des Romans meines Lebens. Drei Bände. 1783–1786 (projekt-gutenberg.org).